# أيتام الأرض
أيتام الأرض (بالبرتغالية: Órfãos da Terra‏) دراما برازيلة تعرض على قناة غلوبو.

## القصة
يتناول المسلسل ضحايا الحرب السورية ميساد وإلياس وهربما إلى لبنان مع أولادهم خالد وليلى التي توافق الزواج من الشيخ عزيز في مقابل المال لدفع ثمن علاج شقيقها الذي أصيب بجروح خطيرة. ومع ذلك عندما يموت الأخ تهرب الفتاة إلى البرازيل مع والديها مما يغضب الزوج المستقبلي الذي يرسل خلفها جميل خطيب ابنته ديليلا ليرجعها بالقوة ولكن يقع في حبها ويصبحون هاربين من عزيز الذي يقرر أيضًا السفر إلى البرازيل لضمان تحقيق زواجه مع أتباعه فوزي ويوسف وحسين.
بعد القتل الغامض للشيخ تأتي ديليلة إلى البرازيل على استعداد للانتقام من جميل وليلى.

## روابط خارجية
- أيتام الأرض على موقع IMDb (الإنجليزية)
- أيتام الأرض على موقع كينوبويسك (الروسية)
- أيتام الأرض على موقع قاعدة بيانات الفيلم (الإنجليزية)